# 방법 (드라마)
《방법》은 2020년 2월 10일부터 2020년 3월 17일까지 tvN에서 방영된 tvN 월화 드라마이다.

## 줄거리
국내 최대의 IT기업 포레스트의 비밀을 파헤치려는 투철한 정의감의 기자가 강력한 신기와 특별한 능력을 가진 소녀를 만나게 되면서 불의에 맞서 싸우는 미스터리 스릴러 드라마.

## 등장 인물

### 주요 인물
- 엄지원 : 임진희(30대 후반) 역 - 중진일보 사회부 기자
- 정지소 : 백소진(10대 후반) 역 - 고등학생, 강력한 신기와 특별한 능력자 (아역 : 이예빛)
- 성동일 : 진종현(50대 중반) 역 - 포레스트 회장
- 조민수 : 진경(50대로 추정) 역 - 무당

### 서동경찰서
- 정문성 : 정성준(30대 후반) 역 - 강력팀장, 진희의 남편
- 김도윤 : 양진수(30대 중반) 역 - 강력팀 형사
- 홍정호 : 이진성(30대 중반) 역 - 강력팀 형사
- 남연우 : 유정훈(30대 초반) 역 - 강력팀 형사
- 서지후 : 강영수(20대 후반) 역 - 강력팀 형사
- 김병춘 : 장원석 역 - 서동경찰서장

### 포레스트
- 김민재 : 이환(40대 후반) 역 - 상무, 종현의 오른팔
- 이중옥 : 천주봉(30대 중반) 역 - 애기동자
- 박성일 : 민정인(40대 초반) 역 - 코딩팀 직원

### 임진희의 주변 인물

#### 중진일보
- 최병모 : 김주환(40대 후반) 역 - 중진일보 사회부 부장
- 김학선 : 중진일보 국장 역

#### 조력자
- 김인권 : 김필성(40대 중반) 역 - 흥신소 '도시탐정’ 대표
- 고규필 : 탁정훈(30대 중반) 역 - 민속학 교수

### 백소진의 주변 인물
- 김신록 : 석희(30대 후반) 역 - 무당, 백소진의 친모

### 그 외 인물
- 김미경 : 진종현의 어머니 역
- 박지연 : 양진수의 아내 역
- 권율 : 정훈 역 - 재벌 3세
- 권동원 : 순경 역
- 박찬우 : 박우찬 기자 역
- 박소윤 : 회계실장 역
- 오유진
- 이태규
- 김승윤

## 시청률
최저 시청률과 최고 시청률은 시청률 조사회사와 지역별로 시청률에 차이가 있을 수 있습니다.
| 2020년      | 2020년      | 2020년          | 2020년         | 2020년       | 2020년         |
| 회차        | 방송일      | 부제            | AGB 시청률     | AGB 시청률   | TNmS 시청률    |
| 회차        | 방송일      | 부제            | 대한민국(전국) | 서울(수도권) | 대한민국(전국) |
| ----------- | ----------- | --------------- | -------------- | ------------ | -------------- |
| 제1회       | 2월 10일    | 방법사          | 2.492%         | 2.210%       | 2.7%           |
| 제2회       | 2월 11일    | 괴사전          | 2.514%         | 2.560%       | -              |
| 제3회       | 2월 17일    | 저주의 숲       | 3.663%         | 4.440%       | 3.2%           |
| 제4회       | 2월 18일    | 역살            | 3.535%         | 3.656%       | 3.6%           |
| 제5회       | 2월 24일    | 아신동 애기도사 | 3.016%         | 3.051%       | -              |
| 제6회       | 2월 25일    | 주식회사 진경   | 3.592%         | 3.584%       | 3.4%           |
| 제7회       | 3월 2일     | 부적            | 4.203%         | 4.073%       | -              |
| 제8회       | 3월 3일     | 신도림          | 5.020%         | 5.509%       | 5.4%           |
| 제9회       | 3월 9일     | 귀불            | 5.188%         | 5.726%       | -              |
| 제10회      | 3월 10일    | 도시탐정        | 6.099%         | 6.790%       | 5.8%           |
| 제11회      | 3월 16일    | 이누가미        | 4.750%         | 5.341%       | -              |
| 제12회      | 3월 17일    | 종현            | 6.721%         | 7.329%       |                |
| 평균 시청률 | 평균 시청률 | 평균 시청률     | 4.233%         | 4.522%       | -              |

## OST
다음은 오리지널 사운드트랙(OST) 싱글 앨범에 포함된 곡들이며, 정렬기준은 출시 순입니다.

### Part.1
| #            | 제목                      | 작사         | 작곡         | 재생 시간 |
| ------------ | ------------------------- | ------------ | ------------ | --------- |
| 1.           | 〈Nobody Knows〉 (김윤아) | Nodded       | Nodded       | 3:19      |
| 2.           | 〈Nobody Knows (Inst.)〉  |              | Nodded       | 3:19      |
| 총 재생 시간 | 총 재생 시간              | 총 재생 시간 | 총 재생 시간 | 6:38      |

### Part.2
| #            | 제목                      | 작사          | 작곡          | 재생 시간 |
| ------------ | ------------------------- | ------------- | ------------- | --------- |
| 1.           | 〈Supernatural〉 (동우석) | 장성민, Mohno | 장성민, Mohno | 3:06      |
| 2.           | 〈Supernatural (Inst.)〉  |               | 장성민, Mohno | 3:06      |
| 총 재생 시간 | 총 재생 시간              | 총 재생 시간  | 총 재생 시간  | 6:12      |

## 같이 보기
- 대한민국의 텔레비전 드라마 목록 (ㅂ)
- 2020년 대한민국의 텔레비전 드라마 목록